# Leigné-les-Bois
Leigné-les-Bois és un municipi francès situat al departament de la Viena i a la regió de la Nova Aquitània. L'any 2007 tenia 570 habitants.

## Demografia

### Població
El 2007 la població de fet de Leigné-les-Bois era de 570 persones. Hi havia 232 famílies de les quals 64 eren unipersonals (48 homes vivint sols i 16 dones vivint soles), 84 parelles sense fills, 76 parelles amb fills i 8 famílies monoparentals amb fills.
La població ha evolucionat segons el següent gràfic:
Habitants censats

### Habitatges
El 2007 hi havia 273 habitatges, 234 eren l'habitatge principal de la família, 25 eren segones residències i 14 estaven desocupats. 265 eren cases i 8 eren apartaments. Dels 234 habitatges principals, 188 estaven ocupats pels seus propietaris, 40 estaven llogats i ocupats pels llogaters i 6 estaven cedits a títol gratuït; 1 tenia una cambra, 14 en tenien dues, 39 en tenien tres, 78 en tenien quatre i 102 en tenien cinc o més. 187 habitatges disposaven pel capbaix d'una plaça de pàrquing. A 96 habitatges hi havia un automòbil i a 115 n'hi havia dos o més.

### Piràmide de població
La piràmide de població per edats i sexe el 2009 era:
| Homes | Edats   | Dones |
| ----- | ------- | ----- |
| 0     | 95 o +  | 0     |
| 4     | 90 a 94 | 0     |
| 0     | 85 a 89 | 8     |
| 4     | 80 a 84 | 4     |
| 12    | 75 a 79 | 16    |
| 20    | 70 a 74 | 32    |
| 8     | 65 a 69 | 4     |
| 12    | 60 a 64 | 16    |
| 4     | 55 a 59 | 16    |
| 20    | 50 a 54 | 28    |
| 4     | 45 a 49 | 0     |
| 24    | 40 a 44 | 12    |
| 24    | 35 a 39 | 16    |
| 16    | 30 a 34 | 36    |
| 4     | 25 a 29 | 4     |
| 20    | 20 a 24 | 12    |
| 12    | 15 a 19 | 12    |
| 12    | 10 a 14 | 16    |
| 8     | 5 a 9   | 12    |
| 20    | 0 a 4   | 12    |

## Economia
El 2007 la població en edat de treballar era de 350 persones, 279 eren actives i 71 eren inactives. De les 279 persones actives 263 estaven ocupades (141 homes i 122 dones) i 16 estaven aturades (8 homes i 8 dones). De les 71 persones inactives 24 estaven jubilades, 20 estaven estudiant i 27 estaven classificades com a «altres inactius».

### Ingressos
El 2009 a Leigné-les-Bois hi havia 242 unitats fiscals que integraven 584 persones, la mediana anual d'ingressos fiscals per persona era de 16.180 €.

### Activitats econòmiques
Dels 20 establiments que hi havia el 2007, 1 era d'una empresa alimentària, 1 d'una empresa de fabricació d'altres productes industrials, 3 d'empreses de construcció, 4 d'empreses de comerç i reparació d'automòbils, 1 d'una empresa de transport, 1 d'una empresa d'hostatgeria i restauració, 2 d'empreses immobiliàries, 4 d'empreses de serveis, 1 d'una entitat de l'administració pública i 2 d'empreses classificades com a «altres activitats de serveis».
Dels 5 establiments de servei als particulars que hi havia el 2009, 1 era un taller de reparació d'automòbils i de material agrícola, 1 paleta, 1 guixaire pintor, 1 electricista i 1 agència immobiliària.
Dels 3 establiments comercials que hi havia el 2009, 1 era una botiga de menys de 120 m², 1 una fleca i 1 una carnisseria.
L'any 2000 a Leigné-les-Bois hi havia 26 explotacions agrícoles que ocupaven un total de 1.476 hectàrees.

## Equipaments sanitaris i escolars
El 2009 hi havia una escola elemental integrada dins d'un grup escolar amb les comunes properes formant una escola dispersa.

## Poblacions més properes
El següent diagrama mostra les poblacions més properes.